# 세인트토머스구 (바베이도스)

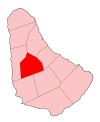
세인트토머스구의 위치

세인트토머스구(영어: Saint Thomas)는 바베이도스 중부에 위치한 구로 행정 중심지는 웰치먼홀이며 면적은 34km2, 인구는 14,249명(2010년 기준)이다. 북동쪽으로는 세인트앤드루구, 남동쪽으로는 세인트조지구, 서쪽으로는 세인트제임스구, 동쪽으로는 세인트조지프구, 남서쪽으로는 세인트마이클구와 접한다.